# Erich-Haus
Das Erich-Haus ist ein denkmalgeschütztes Gebäude am Theaterplatz 22 in der Altstadt von Erlangen.

## Beschreibung
Der dreigeschossige Sandsteinbau mit Mansarddach befindet sich an der Engstelle zwischen Theaterplatz und Altstädter Kirchenplatz. Das Gebäude wurde nach einem Entwurf des Münchener Architekten W. Harbauer im Stil der Neorenaissance errichtet. Die zweiachsige Fassade wird von hohen Proportionen sowie von einem auffallend uneinheitlichen Formeklektizismus geprägt. Das Erich-Haus gehört zu den repräsentativsten Anwesen der umliegenden Bebauung.

## Geschichte
Das Gebäude wurde 1886/87 als Wohnhaus von Martin Ernst Erich, dem damaligen Besitzer der Brauerei Erich direkt neben dem damaligen Kühlhaus der Brauerei errichtet. Nachdem Martin Ernst Erich 1905 verstorben war, übernahmen dessen Schwester Julie Toenishen und ihr Ehemann Gottfried Toenishen das namhafte Unternehmen. Anlässlich der 1910 stattgefundenen Feierlichkeiten zur 100-jährigen Zugehörigkeit Erlangens zum Königreich Bayern logierte der Kronprinz und spätere König Ludwig III. für drei Tage im Erich-Haus. Es blieb noch bis 1930 in Familienbesitz und diente danach als Mietshaus.
Als nach einigen Besitzerwechseln der Betrieb der Brauerei Erich 1975 eingestellt wurde, übernahm die Stadt Erlangen den Industriekomplex und das Erich-Haus. Anfang 1976 wurden die Brauereigebäude an der Cedernstraße und an der Neuen Straße abgerissen sowie das Hauptgebäude am Altstädter Kirchenplatz entkernt, um dort ein Sozialzentrum zu errichten. Der bereits vorgesehene Abbruch des Erich-Hauses wurde von der Bürgerinitiative Nördliche Innenstadt verhindert. Seitdem beherbergte das 1993 an die Steinbach Bräu veräußerte Gebäude verschiedene gastronomische Betriebe.